# Nouria Benghabrit-Remaoun
Nouria Benghabrit-Remaoun (en àrab: نورية بن غبريط رمعون) (Oujda, el Marroc, 5 de març de 1952) és una sociòloga i investigadora algeriana. El 5 de maig de 2014 va ser nomenada ministra d'Educació Nacional d'Algèria amb l'encàrrec de modernitzar l'escola algeriana. Des de l'inici del seu mandat ha estat blanc de crítiques dels sectors conservadors i islamistes del país, que l'han convertida en la ministra més criticada dels quatre mandats del president Buteflika. L'últim càrrec abans del seu nomenament va ser el de directora del Centre de Recerca en Antropologia Social i Cultural.

## Biografia
Va ser membre del Comitè de Polítiques de Desenvolupament, òrgan subsidiari del Consell Econòmic i Social de les Nacions Unides. Prové d'una família musulmana de Tremecén d'origen andalús. És filla de l'exmujahid Djilali Benghabrit, mort en 2007, i neta del germà de Si Kaddour Benghabrit, fundador de la Gran Mesquita de París.
Es va llicenciar en sociologia el 1973 i el 1977 va obtenir el diploma de postgrau (DEA) en sociologia de l'educació a la Universitat d'Orà i s'especialitzà en orientació escolar i professional. En la seva etapa universitària va ser activa en el Comitè Universitari del Voluntariat (CUV) que va mobilitzar als estudiants del país per explicar la revolució agrària als camperols.
El 1982, va obtenir el doctorat en la mateixa especialitat a la Universitat de París V. Els seus temes d'interès són l'educació, la infància, els joves, el gènere, la família, les dones i la feina.

### Trajectòria professional
Essent professora des de 1973 a la Universitat d'Orà, el 1976 va ser nomenada cap del Departament de Sociologia de la mateixa universitat. El 1985 s'incorporà a la Unitat de Recerca en Antropologia Social i Cultural (URASC), primer com a investigadora i directora del laboratori de recerca sobre els sistemes d'educació i formació que ella creà i després com a directora de la unitat 1989-1992, durant el qual la URASC es convertí en centre de recerca. Ha dirigit el Centre Nacional de Recerca d'Antropologia Social i Cultural (CRASC) des de la seva creació el 1992 fins al seu nomenament com a ministra en 2014.
Va formar part de la comissió Benzaghou, responsable el 2001 de redactar un informe sobre el sector de l'educació a Algèria.
Va ser triada el 2002 i 2005 per dos mandats successius representant del Nord d'Àfrica en el Comitè Executiu del Consell per al Desenvolupament de la Recerca en Ciències Socials a Àfrica (CODESRIA).
De 2003 a 2006 va ser presidenta del comitè àrab de la Unesco per a l'educació superior i, com a tal, membre del fòrum Comitè Mundial de la UNESCO sobre l'educació superior, la recerca i el coneixement.
Entre 2007 a 2010 va ser vicepresidenata del Consell d'Administració de l'Institut Africà de la Governança (AGI).
El 2012 va ser nomenada pel secretari general de l'ONU membre del Comitè de Polítiques de Desenvolupament encarregat de presentar al Consell Econòmic i Social de Nacions Unides anàlisis independents. Però va renunciar a la seva responsabilitat en assumir el càrrec de ministra el 2014.
Té més fluïdesa amb el francès que no pas amb l'àrab. El seu nomenament com a ministra va ser mal rebut pels sectors conservadors i islamistes i des de l'inici del seu mandat ha estat blanc de crítiques i rumors. Ha estat acusada d'atemptar contra la unitat nacional i l'islam, de complicitat amb França, de suport al "judaisme internacional". Un diputat islamista va denunciar que estava inspirada pel Mosad, l'agència d'intel·ligència israeliana i Abderrazak Mokri, líder del Moviment de la Societat per la Pau MSP proper als Germans Musulmans ha declarat sobre ella que és "un perill per a la nació."

## Vida personal
La família del seu marit és d'origen morisc, ja que Remaoun prové de l'arabització del nom espanyol Ramón.